# Туамоту-Гамбье
Туамоту-Гамбье (фр. Îles Tuamotu-Gambier или Archipels des Tuamotu et des Gambier или Archipel des Tuamotu-Gambier или Tuamotu-Gambier или официально subdivision administrative des (Îles) Tuamotu-Gambier) — регион Французской Полинезии, географически состоит из островов Туамоту и Гамбье, которые географически расположены недалеко друг от друга.
Из-за разницы между административным округами и избирательными округами на территории Туамоту-Гамбье существует 5 административных подразделений (subdivisions administratives) и 6 избирательных округов (circonscriptions électorales).

## Административное подразделение
В административном отношении острова Туамоту-Гамбье формируют одно из 5 административных подразделений (subdivision administratives) Французской Полинезии. Административное подразделение Туамоту-Гамбье (subdivision administrative des (Îles) Tuamotu-Gambier) состоит из 17 коммун: 16 коммун Анаа, Арутуа, Факарава, Фангатау, Хао, Хикуэру, Макемо, Манихи, Напука, Нукутаваке, Пука-Пука, Рангироа, Реао, Такароа-Такапото, Татакото и Туреиа на островах Туамоту и коммуна Гамбье, состоящая из островов Гамбье, островов Острова Актеон, и нескольких атоллов.

## Избирательные округа
В то время как все остальные 4 административно-территориальных единиц (subdivisions administratives) Французской Полинезии в то же время являются также избирательными округами (circonscriptions électorales) в Ассамблеи Французской Полинезии (Assemblée de la Polynésie française), Туамоту-Гамбье – единственный административный округ Французской Полинезии, который не тождественнен избирательному округу, но состоит из 2 разных избирательных округов в Ассамблеи Французской Полинезии .
Этими избирательных округами являются:
- избирательный округ островов Гамбье и восточных островов Туамоту (circonscription des Îles Gambier et Tuamotu Est) с 12 коммунами: коммуна Гамбье на островах Гамбье и 11 коммун Анаа, Фангатау, Хао, Хикуэру, Макемо, Напуку, Нукутаваке, Пука-пука, Реао, Татакото и Туреиа в восточной части островов Туамоту.
- избирательный округ западных островов Туамоту (circonscription des Îles Tuamotu Ouest) с 5 коммунами Арутуа, Факарава, Манихи, Рангироа и Такароы в западной части островов Туамоту.

## Внешние ссылки
- Официальный сайт Туамоту-Гамбье